# كأس الرئيس اليمني 2010
كأس الرئيس اليمني 2010 هي النسخة الثالثة عشر من كأس رئيس الجمهورية.
الفائز بالبطولة سيضمن المشاركة في بطولة كأس الاتحاد الآسيوي 2011.

## الدور الأول
مباريات الذهاب: من 27 مايو إلى 11 يونيو; مباريات الإياب: من 7 إلى 15 يونيو
| الفريق الأول   | إجم. | الفريق الثاني | مباراة الذهاب | مباراة الإياب |
| -------------- | ---- | ------------- | ------------- | ------------- |
| خنفر           | 2–3  | شباب البيضاء  | 2–1           | 0–2           |
| وحدة صنعاء     | 3–0  | تضامن شبوة    | 3–0           | 0–0           |
| الرشيد تعز     | 2–4  | شعب إب        | 2–1           | 0–3           |
| الوحدة عدن     | 6–2  | أهلي الحديدة  | 1–2           | 5–0           |
| دعان           | 2–5  | 26 سبتمبر     | 2–2           | 0–3           |
| سلام الغرفة    | 6–0  | نصير دلع      | 3–0           | 3–0           |
| اليرموك        | 6–0  | شباب عمران    | 3–0           | 3–0           |
| اتحاد إب       | 6–0  | سايون         | 3–0           | 3–0           |
| 22 مايو        | 1–2  | تعاون         | 0–2           | 1–0           |
| تضامن المكلا   | 4–2  | الشعلة عدن    | 1–2           | 3–0           |
| الهلال الساحلي | 10–1 | شرارة         | 7–1           | 3–0           |
| سامون          | 0–3  | أهلي صنعاء    | 0–0           | 0–3           |
| شباب الزيدية   | 0–17 | العروبة       | 0–7           | 0–10          |
| الأهلي تعز     | 4–7  | الشعب صنعاء   | 2–4           | 2–3           |
| نهضة بادان     | 2–11 | التلال        | 2–4           | 0–7           |
| الصقر          | 6–3  | شمسان         | 3–1           | 3–2           |

## الدور الثاني
مباريات الذهاب: من 16 إلى 18 يونيو، مباريات الإياب: من 20 إلى 22 يوليو.
| الفريق الأول | إجم. | الفريق الثاني  | مباراة الذهاب | مباراة الإياب |
| ------------ | ---- | -------------- | ------------- | ------------- |
| تضامن المكلا | 4–8  | الهلال الساحلي | 2–2           | 2–6           |
| الصقر        | 2–3  | شباب البيضاء   | 1–3           | 1–0           |
| اتحاد إب     | 0–1  | شعب إب         | 0–0           | 0–1           |
| الشعب صنعاء  | 5–6  | العروبة        | 2–4           | 3–2           |
| الوحدة عدن   | 5–3  | اليرموك        | 4–1           | 1–2           |
| أهلي صنعاء   | 5–3  | وحدة صنعاء     | 3–1           | 2–2           |
| التلال       | 5–1  | التعاون        | 1–0           | 4–1           |
| 26 سبتمبر    | 2–3  | سلام الغرفة    | 1–1           | 1–2           |

## الدور الربع النهائي
مباريات الذهاب: من 23 إلى 25 يونيو، مباريات الإياب: من 26 إلى 28 يونيو.
| الفريق الأول   | إجم. | الفريق الثاني | مباراة الذهاب | مباراة الإياب |
| -------------- | ---- | ------------- | ------------- | ------------- |
| شعب إب         | 0–7  | العروبة       | 0–4           | 0–3           |
| شباب البيضاء   | 5–1  | أهلي صنعاء    | 3–0           | 2–1           |
| التلال         | 7–1  | سلام الغرفة   | 5–1           | 2–0           |
| الهلال الساحلي | 6–2  | الوحدة عدن    | 2–1           | 4–1           |

## الدور النصف النهائي
مباريات الذهاب: من 1 إلى 2 يوليو، مباريات الإياب: 6 يوليو.
| الفريق الأول | إجم.         | الفريق الثاني  | مباراة الذهاب | مباراة الإياب |
| ------------ | ------------ | -------------- | ------------- | ------------- |
| شباب البيضاء | 1–1 (أ.خ.ق.) | الهلال الساحلي | 0–0           | 1–1           |
| العروبة      | 2–3          | التلال         | 2–0           | 0–3           |

## المباراة النهائية
| التلال | 2–1 | شباب البيضاء |
| ------ | --- | ------------ |
|        |     |              |